# زوران كريتشوفيتش
زوران كريتشوفيتش (بالسيريلية الصربية: Зоран Кречковић) (مواليد 17 أبريل 1959) هو مدرب كرة سلة صربي، ولاعب سابق.

## التدريب
بدأ كريتشكوفيتش مسيرته التدريبية عام 1996 مع فريق آي إم تي بيوبترول في بلغراد. وفي فبراير 2000، أُقيل من منصبه. ثم قضى فترة مع نادي كرفينا زفيزدا في موسم 2001-02 قبل أن ينتقل إلى نادي يامولغاز '92 يامبول في الدوري البلغاري بين عامي 2002 2003.
درب كريشكوفيتش منتخب الكويت من عام 2004 إلى عام 2006، ومن 2008 إلى 2009، بما في ذلك الظهور في بطولة آسيا لكرة السلة 2005 في الدوحة، وبطولة آسيا 2009 في تيانجين بالصين.
قاد نادي السد في الدوري القطري لموسم 2011-2012، وحصل معه على المركز الثاني في الدوري، ولقب كأس الأمير. قضى كريتشكوفيتش فترة في نادي إفيسا في الدوري الياباني في عام 2012. بعد ذلك درب نادي الجهراء في الدوري الكويتي لمدة موسمين.
في عام 2014، أصبح كريتشكوفيتش مدربًا رئيسيًا لنادي السد للمرة الثانية. في يوليو 2018، أصبح مدربًا رئيسيًا لنادي الجهراء للمرة الثانية.

## الإنجازات
لاعباً
- بطل كأس كوراتش : مرة واحدة (مع نادي بارتيزان: 1977–78)
- بطل كأس يوغوسلافيا: مرة واحدة (مع نادي أطلس: 1986–87)[6]

مُدرّباً
- بطل الدوري القطري: مرة واحدة (مع نادي السد: 2011–12)

## السجل التدريبي
| الفريق       | السنة | G | W | L | W–L% | النهاية | PG | PW | PL | PW–L% | النتيجة |
| ------------ | ----- | - | - | - | ---- | ------- | -- | -- | -- | ----- | ------- |
| أوساكا إفيسا | 2012  | 4 | 0 | 4 | .000 | فُصِل     | -  | -  | -  | –     | -       |

## روابط خارجية
- زوران كريتشوفيتش على موقع كرة السلة الأوروبية.كوم